# Villy Sørensen
Pour les articles homonymes, voir Sørensen.
Villy Sørensen, né le 13 janvier 1929 à Frederiksberg et mort le 16 décembre 2001 à Copenhague, est un écrivain,  critique littéraire et philosophe danois. Il est généralement rattaché au mouvement littéraire du modernisme. Philosophe fortement influencé par l'existentialisme allemand (Heidegger, Kierkegaard), ses nouvelles de fiction sont à cet égard parfois comparées à celles de Franz Kafka. Il est l'un des philosophes danois les plus importants et influents depuis Kierkegaard.

## Biographie
Né à Copenhague, Sørensen obtint un « certificat d'étude supérieur » à l'école Vestre Borgerdydskole en 1947, et étudia ensuite la philosophie à l'université de Copenhague et à l'université de Fribourg-en-Brisgau. Bien qu'il n'obtint pas de diplôme universitaire, il reçut ultérieurement un doctorat honoris causa de l'université de Copenhague.
Sørensen publia son premier recueil de nouvelles, Histoires étranges en 1953, que de nombreux critiques identifièrent comme le début du modernisme littéraire danois. Il publia d'autres recueils de nouvelles en 1955 et 1964, tous récompensés par de nombreux prix au Danemark. Ces histoires explorent généralement l'absurde et les parties cachées de la psyché humaine.
En 1959, Sørensen créa la revue Vindrosen (avec Klaus Rifbjerg). Il devint membre de l'Académie danoise en 1965, puis édita plusieurs autres revues et périodiques. Si toute sa vie durant Sørensen a eu une activité d'écrivain, il était également engagé dans la recherche philosophique ; il publia ainsi de nombreux essais et plusieurs ouvrages dont Sénèque : L'Humaniste à la cour de Néron et une réponse personnelle au Ou bien... ou bien de Søren Kierkegaard. Il publia également des livres et des essais sur Friedrich Nietzsche, Franz Kafka, Karl Marx, Arthur Schopenhauer et Søren Kierkegaard, et il fut traducteur de plus de vingt ouvrages. 
Il reçut le prix littéraire du Conseil nordique en 1974 et le prix Hans Christian Andersen en 1983, parmi de nombreux autres prix et reconnaissances. Il mourut à Copenhague en 2001.

## Œuvres
(janvier 2017).
Le contenu est difficilement compréhensible vu les erreurs de traduction, qui sont peut-être dues à l'utilisation d'un logiciel de traduction automatique.
- Sære historier, 1953 - Strange Stories / Tiger in the Kitchen and Other Strange Stories
- Ufarlige historier, 1955 - Harmless Tales
- Tiger in the Kitchen and Other Strange Stories, 1957
- Digtere og dæmoner: Fortolkninger og vurderinger, 1959
- ed.: Begrebet Angest by Søren Kierkegaard, 1960
- Hverken-eller: Kritiske betragtningen, 1961
- ed.: Økonomi og filosofi by Karl Marx, 1962
- Nietzsche, 1963
- Formynderfortællinger, 1964 - Tutelary Tales
- ed.: Haabløse Slægter by Herman Bang, 1965
- ed.: Eventyr og historier by H.C. Andersen, 1965
- ed.: Skuespil by William Shakespeare, 1966
- Kafkas digtning, 1968
- Schopenhauer, 1969
- Mellem fortid og fremtid, 1969
- Midler uden mål. 1971
- Uden mål - og med, moralske tanker, 1973
- Seneca, 1976 - Seneca: The Humanist at the Court of Nero
- translator: The Book by Martin A. Hansen, 1978 (with Anne Born)
- Oprør fra midten, 1978 (with Niels I Meyer and K. Helweg-Pedersen) - Revolt from the Center
- Den gyldne middelvej, og andre debatindlæg i 1970erne, 1979
- Vejrdage, betragtninger 1980
- translator: The Dream of the Woman by Knud Hjortø, 1980 (with Anne Born)
- Alladin, 1981 (with Errol le Cain)
- Ragnarok, en gudefortælling, 1982 - The Downfall of the Gods - Ragnarök, jumalten tuho
- Røret om oprøret, 1982 (with Niels I Meyer and K. Helweg-Pedersen)
- translator: The Mountains by H.C. Branner (with Anne Born)
- ed.: Kunsten og revolutionen by Richard Wagner, 1983
- En gudedrøm, ballet for Nyt Danske Danseteater, 1984
- translation: Skøn er krigen for den uerfarne (Dulce bellum inexpertis) by Erasmus Roterodamus, 1984
- De mange og De enkelte og andre småhistorier, 1986
- ed.: Tine by Herman Bang, 1986
- ed.: Tunge Melodier by Herman Bang, 1987
- ed.: Enten-Eller by Søren Kierkegaard, 1988
- Demokratiet og kunsten, 1988
- Tilløb: dagbog 1949-53, 1988
- Den berømte Odysseus, 1988 (with Andy Li Jørgensen)
- Apollons oprør: de udødeliges historie, 1989
- Another Metamorphosis & Other Fictions, 1990, translated by Tiina Nunnally & Steven T. Murray
- Forløb: dagbog 1953-61, 1990
- ed.: Demokratiske visioner by Walt Whitman, 1991
- Den frie vilje, 1992
- Jesus og Kristus, 1992
- Perioder: dagbog 1961-74, 1993
- Historien om Ødipus, 1995 (with Roald Als)
- translation: Grimms eventyr, 1995
- Blot en drengestreg, 1996 (with Pernille Kløvedal Helweg)
- translation: Drømme by Franz Kafka, 1998
- Jesus og Kristus, 1999
- På egne veje, 2000
- En ensom fugl, 2000

### Traduit en français
- Ragnarök : le crépuscule des dieux, Presses universitaires de Nancy, 1987.
- Histoires étranges, Ginkgo, coll. « Lettres d'ailleurs », 2005.